# Ouderavond
Een ouderavond (in Vlaanderen: oudercontact) is een bijeenkomst waarop ouders uitgenodigd worden de school van hun kind(eren) te bezoeken. Deze bijeenkomsten vinden 's avonds plaats en worden door de school georganiseerd. 
Een ouderavond kan verschillende doelen hebben: 
- De ouders het werk van hun kinderen laten zien en hen de kans geven met de docent(en) over de vorderingen van het kind te praten. Hierbij kan er ook een rapportgesprek plaatsvinden, waarin de rapportcijfers van het kind kunnen worden bepaald. Dit gebeurt vaak op de basisschool.
- Voorlichting geven over meer algemene zaken waar het kind (al dan niet op school) mee in aanraking kan komen, zoals drugs of alcohol.
- Ideeën uitwisselen tussen ouders en docenten, en zo werken aan een betere school en opvoeding.

Een ouderavond is dan ook vaak bedoeld om nuttig te zijn voor zowel de school/docent, als de ouders, als het kind. De ouders vertellen daarom vaak aan het kind wat er besproken is, zodat dit weet waar het aan moet werken. Ook kan het kind aan de hand hiervan worden geholpen door de ouders bij het leren en het maken van huiswerk.